# Chrysocestis
Chrysocestis is een geslacht van vlinders van de familie Uraniavlinders (Uraniidae), uit de onderfamilie Epipleminae.

## Soorten
- C. bisignata Walker, 1861
- C. fimbrialis Stoll, 1787
- C. fimbriaria Cramer, 1782